# William Menking
William „Bill“ Menking (* 1947 in der Ramey Air Force Base in Aguadilla, Puerto Rico; † 11. April 2020 in Tribeca) war ein US-amerikanischer Architekt, Journalist und Architekturhistoriker.

## Leben
Menking wuchs im kalifornischen Central Valley auf. Er studierte Architektur an der University of California, Berkeley (Bachelor of Arts in architecture and urban studies) und reiste ins Ausland, um die Führer radikaler Architekturbewegungen wie Archizoom, Superstudio und Gruppo UFO zu treffen. Er war Autor und Kurator mit besonderem Interesse an den radikalen Architekturbewegungen der 1960er und 70er Jahre. Nach seiner Heimreise nach New York war er zunächst Kellner im Studio 54 und dann als Filmlocation-Scout, später auch für die TV-Show Miami Vice. In den 1990er Jahren zog er nach London und studierte an der Bartlett School of Architecture at University College London (Master of Science) und schrieb für die britischen Publikationen «The Architects 'Journal und Building Design». Am  Pratt Institute absolvierte er ein städtebauliches Masterstudium (M.S. in city and regional planning) und absolvierte ein kunsthistorisches Doktoratsstudium an der City University of New York. Menking lehrte fast 30 Jahre am Pratt Institute.
Menking, der 2003 mit seiner Frau Diana Darling The Architect’s Newspaper (A / N) gründete, war auch Chefredakteur von A / N. Als Autor der Zeitschrift war er Verfasser von Hunderten von Leitartikeln. 2008 war er Kommissar des US-Pavillons auf der Architekturbiennale in Venedig.
Bill Menking starb im Alter von 72 Jahren an den Folgen eines Krebsleidens.